# Петрополіс
22°30′18″ пд. ш. 43°10′44″ зх. д. / 22.50500° пд. ш. 43.17889° зх. д.
Петрополіс (порт. Petrópolis), також відомий як «імператорське місто Бразилії» — місто в бразильському штаті Ріо-де-Жанейро, розташоване приблизно за 65 км від міста Ріо-де-Жанейро.
Місто розташоване серед пагорбів Серра-дос-Органос в долинах річок Кітандінья і Піабанья та є популярним літнім місцем відпоинку. У місті знаходиться старий Літній палац другого бразильського імператора Педру II, де зараз знаходиться музей імператорської історії. Також у місті знаходиться Національна лабораторія наукових обчислювань (LNCC).
| Бразилія | Це незавершена стаття з географії Бразилії. Ви можете допомогти проєкту, виправивши або дописавши її. |